# Ross Barnett
Ross Robert Barnett, född 22 januari 1898 i Leake County, Mississippi, död 6 november 1987 i Jackson, Mississippi, var en amerikansk politiker (demokrat). Han var Mississippis guvernör 1960–1964.
Barnett utexaminerades 1922 från Mississippi College och avlade 1926 juristexamen vid University of Mississippi. Därefter inledde han sin karriär som advokat i Jackson. Barnett var en av de ledande segregationisterna i Mississippi. Han gick till och med så långt att han lovade hellre att gå till fängelse än låta svarta studera vid lärosäten avsedda för vita. Till sist tvingade USA:s högsta domstol 1962 University of Mississippi att anta James Meredith som studerande trots guvernör Barnetts protester.
Barnett efterträdde 1960 James P. Coleman som Mississippis guvernör och efterträddes 1964 av Paul B. Johnson Jr.
Barnett avled 1987 och gravsattes i Leake County.